# Bolsa Mexicana de Valores

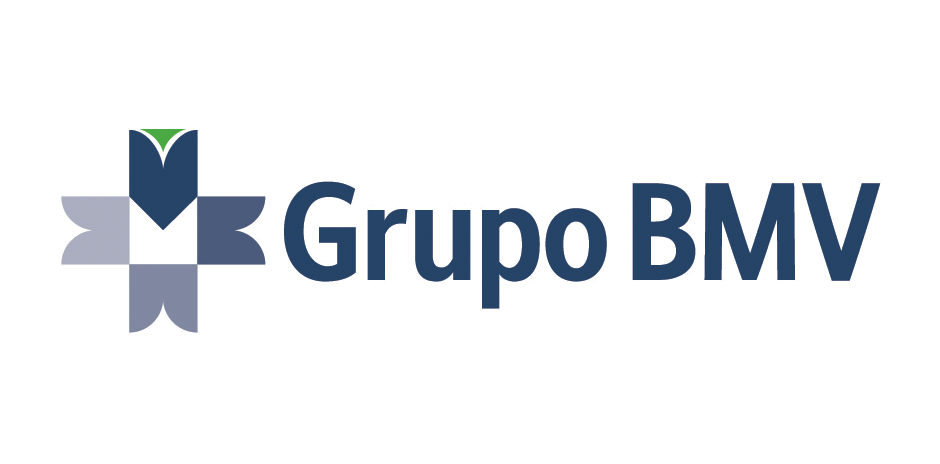

La Bolsa Mexicana de Valores, S.A.B de C.V. (BMV) es una entidad financiera mexicana fundada el 31 de octubre de 1894 en la Ciudad de México, que operando de manera privada, realiza únicamente en México, movimientos de valores por medio de intermediarios financieros. 
Actualmente, en México existe sólo una institución para el depósito de valores, el INDEVAL, el cual mantiene en depósito los valores que se negocian en el mercado mexicano y realiza la compensación y liquidación bajo un esquema de ECP a través del Sistema para el Depósito y Liquidación de Valores.
Se supervisa por las autoridades reguladoras como: Comisión Nacional Bancaria y de Valores, Banamex, Banxico, Servicio de Administración Tributaria y Secretaría de Hacienda y Crédito Público. El principal índice que posee es el Índice de Precios y Cotizaciones.
El mercado de dinero apareció en México durante la colonia, con los prestamistas privados o eclesiásticos. Posteriormente el mercado de dinero renacía con CETES (Certificados de la Tesorería de la Federación) en 1978. Desde 2011, la BMV forma parte del Mercado Integrado Latinoamericano (MILA).

## Funciones
Entre sus principales funciones se encuentran que la bolsa de valores:
Establece los locales, instalaciones y mecanismos para facilitar relaciones y operaciones entre oferta y demanda de valores, títulos de crédito y demás documentos inscritos en el Registro Nacional de Valores (RNV), así mismo presta servicios necesarios para la realización de procesos de emisión, colocación en intercambio de tales valores.
Acerca de las publicaciones, debe mantener a disposición del público publicaciones hechas sobre la información relativa a los valores inscritos en la Bolsa Mexicana y los listados en el Sistema Internacional de Cotizaciones de la propia Bolsa, sobre sus emisores y las operaciones que en ella se realizan.
Establece medidas necesarias para que las operaciones que se realicen en la Bolsa Mexicana por las casas de bolsa se sujeten a las disposiciones que les sean aplicables. 
Expide normas para no establecer estándares y esquemas operativos y de conducta, de manera que se promuevan prácticas justas y equitativas en el mercado de valores. También impone medidas disciplinarias y correctivas por incumplimiento de las mismas, y tales son obligatorias para las casas de bolsa y emisoras con valores inscritos.
Las empresas que requieren recursos (dinero) para financiar su operación o proyectos de expansión, pueden obtenerlo a través del mercado bursátil, mediante la emisión de valores (acciones, obligaciones, papel comercial, etcétera) que son puestos a disposición de los inversionistas  e intercambiados (comprados y vendidos) en la Bolsa Mexicana, en un mercado transparente de libre competencia y con igualdad de oportunidades para todos sus participantes.

## Empresas que integran al Grupo BMV

### Bolsa Mexicana de Valores
La Bolsa de Valores de México es una entidad financiera privada que opera por concesión de la Secretaría de Hacienda y Crédito Público, con apego a la Ley del Mercado de Valores. Proporciona la infraestructura material y tecnológica para llevar a cabo el intercambio de valores consolidando así el mercado bursátil en México.[cita requerida]

### MexDer
MexDer inició operaciones el 15 de diciembre de 1998. MexDer pone en contacto a vendedores y compradores de instrumentos derivados en plataformas de negociación electrónica. Ofrece a los participantes en el mercado la oportunidad de negociar contratos de futuros sobre tasas de interés, índices de acciones, instrumentos de renta variable, instrumentos de renta fija y divisas, contratos de opciones sobre índices de acciones, valores de capital y divisas. MexDer se ha convertido en una de las principales bolsas regionales de derivados de Latinoamérica, especialmente en lo que respecta a tasas de interés.

### Sif ICAP
SIF ICAP fue fundado en el año 1998 y en 2000 se llevó a cabo una coinversión con Latin America Holdings, B.V. (“ICAP”). ICAP es la empresa de corretaje más importante del mundo y un socio estratégico. La función principal de SIF ICAP es la de prestar servicios de corretaje entre oferentes y demandantes con instrumentos de tasa fija. Asimismo, SIF ICAP se especializa en productos derivados extrabursátiles y valores relacionados con este tipo de derivados.

### CCVs
Las reformas a la anterior LMV en el 2001 resultaron en la creación de la CCV. La principal función de la CCV es actuar como contraparte central en todas las operaciones de acciones que se llevan a cabo a través de la BMV, para garantizar el riesgo de incumplimiento de estas operaciones, y reducir el riesgo de contraparte y el riesgo sistémico dentro de la Bolsa. CCV inició operaciones en febrero de 2004.

### Asigna
Asigna, Compensación y Liquidación es un fideicomiso de administración y pago. En los mercados de derivados listados o estandarizados, la función de la Cámara de Compensación es de gran importancia debido a que se convierte en la contraparte y por ende en el garante de todas las obligaciones financieras que se derivan de la operación de los contratos derivados. Esta función la cumple Asigna.

### Indeval
Indeval es el depositario central de valores en México. Fue creado el 20 de agosto de 1987 como consecuencia de la privatización del Instituto para el Depósito de Valores, el cual era un organismo del gobierno mexicano. Indeval es la única institución en México autorizada para operar como depositario de valores. Hasta 1994, Indeval era el único responsable de las transferencias de valores, el pago de las cuales era concertado por las contrapartes. En 1995, con la supervisión y apoyo de Banco de México, se implementó el Sistema Interactivo para el Depósito de Valores (“SIDV”), el cual permitía la liquidación de operaciones sobre la base de entrega contra pago. Durante el 2008 se renovó completamente el sistema del Indeval e inició operaciones el sistema DALI; para el depósito, administración y liquidación de valores, cuyo sistema cierra operaciones todos los días hábiles a las 4:15 de la tarde.
El DALÍ es un sistema de registro electrónico en cuentas para acciones y títulos de deuda gubernamentales y privados. El sistema liquida la parte de efectivo de las operaciones mediante un servicio de administración de cuentas de efectivo que el Banco de México proporciona a Indeval.

### Valmer
Valmer fue fundado en el año 2000 como una coinversión con Algorithmics, empresa líder a nivel mundial en el sector de sistemas de medición y administración de riesgos. Valmer no es un proveedor de precios independiente.

### Bursatec
Bursatec fue fundado en el año 1998 y se dedica al diseño y administración de tecnología de la información, así como a proveer sistemas de comunicación para la BMV, Indeval, MexDer, Asigna, Valmer, AMIB y varias instituciones financieras en México. Bursatec nace en 1998 como una subsidiaria de la Bolsa Mexicana. El 27 de octubre de 2015 BURSATEC se fusionó al Corporativo Mexicano del Mercado de Valores (CMMV) como empresa fusionante a partir del 1 de enero de 2016, reflejándose en sus estados financieros a partir de esa fecha.

### Corporativo
El 1° de enero del 2002 se constituye la empresa de servicios Corporativo Mexicano del Mercado de Valores, S.A. de C.V. para la contratación, administración y control del personal de la Bolsa y de las demás instituciones financieras del Centro Bursátil que se sumaron a este proceso.

## Historia

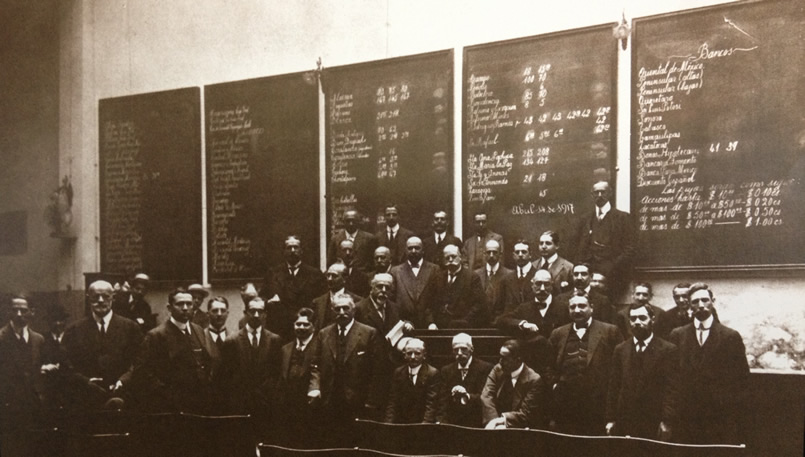
Corredores de la época

### 1880-1900
El inicio de la vida bursátil
Las calles de Plateros y Cadena, en el centro de la Ciudad de México, atestiguaron reuniones en las que corredores y empresarios realizaban compra-venta de todo tipo de bienes y valores en la vía pública. Posteriormente, se conformaron grupos exclusivos de accionistas y emisores, que se reunían a negociar a puerta cerrada, en diferentes puntos de la ciudad.

### 1894
Corredores comienzan a organizarse
En 1894, Manuel Algara, Camilo Arriaga y Manuel Nicolín promovieron, entre los más distinguidos corredores de comercio de la época, la idea de que la negociación de valores debía tener un marco normativo e institucional.

### 31 de octubre de 1894
Nace la Bolsa Nacional
El 31 de octubre de 1894 se fundó la Bolsa Nacional, con sede social en la calle de Plateros n.º 9 (actual calle de Madero).

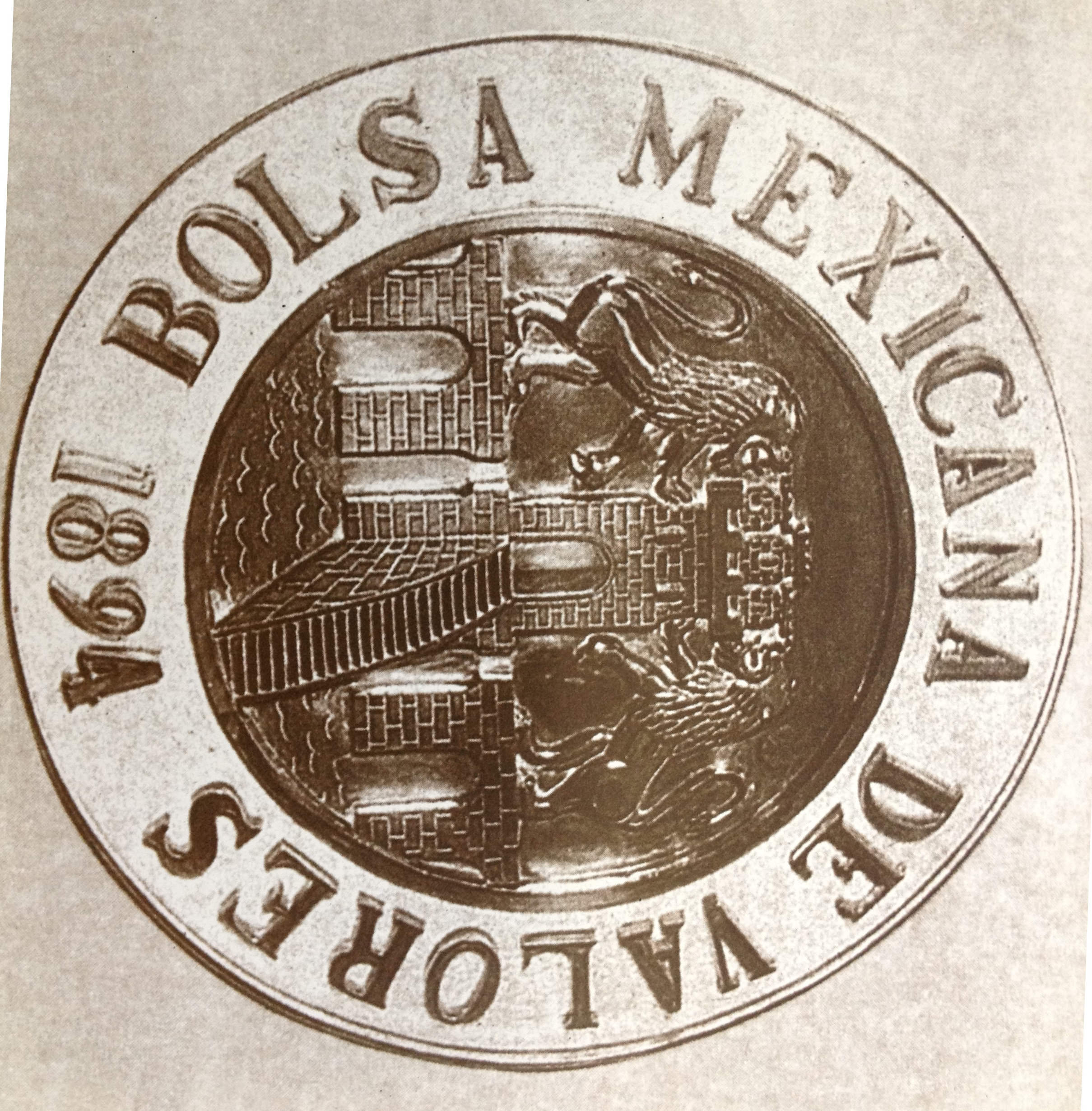
Nace la Bolsa Nacional.

### 14 de junio de 1895
Nace la Bolsa de México
Otro grupo de corredores, capitaneado por Francisco A. Llerena y Luis G. Necoechea, formó una sociedad bajo el nombre de Bolsa de México, registrando la escritura pública el 14 de junio de 1895.

### 3 de septiembre de 1895
Se fusionan las Bolsas
La coincidencia de objetivos y vinculaciones entre miembros de los dos grupos llevó a buscar la fusión, conservando la denominación de Bolsa de México, S.A. La sede se mantuvo en la calle de Plateros número 9.

### 21 de octubre de 1895
Inauguración de la Bolsa de México
El Consejo de Administración de la Bolsa de México, encabezado por Manuel Nicolín y Echánove, invitó al presidente del Ayuntamiento de la Capital de México, Sebastián Camacho, a la inauguración oficial de la institución, el 21 de octubre de 1895.

### 1897
Las primeras emisoras de la Bolsa de México
A principios de 1896, cotizaban en la Bolsa de México tres emisoras públicas y ocho privadas; figuraban entre estas últimas el Banco de México, el Banco Nacional de México, el Banco de Londres y México y el Banco Internacional Hipotecario.

### 1907
La Bolsa Privada de México S.A.
Luego de periodos de inactividad bursátil, provocados por crisis económicas y en los precios internacionales de los metales, se inaugura la Bolsa Privada de México, S.A., en el Callejón de la Olla (hoy calle 5 de Mayo). El primer presidente de la bolsa privada fue Agustín Quintanilla, y los vocales fueron Alfredo A. Guzmán, Alberto Morales, Humberto Andragnez y Carlos Scherer.

### 1911
La Bolsa de Valores de México comienza a crecer
Agustín Quintanilla consideró que había llegado el momento de ampliar las instalaciones de la Bolsa de Valores de México, S.C.L., y propuso al Consejo arrendar el resto del edificio y el pasaje anexo en el Callejón 5 de Mayo, en el cual se empezó a formar una biblioteca especializada.

### Marzo 1916
La Bolsa se moderniza
La Bolsa de Valores de México contrató la instalación de teléfonos privados y realizó otras obras de mejoramiento, tanto en el Piso de Remates como en las oficinas.

### 1 de marzo de 1933
Inicia reglamentación bursátil
Entró en vigor el Decreto Reglamentario de la Ley General de Instituciones de Crédito y Organizaciones Auxiliares, en lo relativo a las bolsas de valores.

### 5 de septiembre de 1933
Bolsa de Valores de México, S.A.
Se aprobaron las escrituras y estatutos de la Bolsa de Valores de México, S.A., de acuerdo con la concesión autorizada el 28 de agosto de 1933, la cual por primera vez incluyó a las bolsas de valores. La escritura constitutiva se inscribió el 5 de septiembre de 1933.

### 1933
Comienza la vida bursátil del México moderno
Se promulga la Ley Reglamentaria de Bolsas y se constituye la Bolsa de Valores de México, S.A., supervisada por la Comisión Nacional de Valores (hoy Comisión Nacional Bancaria y de Valores).

### 1950
Nace la Bolsa de Monterrey
El desarrollo industrial y comercial, así como la acumulación de capitales y el constante surgimiento de empresas, llevó a que en 1950 se fundara la Bolsa de Monterrey.

### 1960
Nace la Bolsa de Guadalajara
En Guadalajara, entró en funcionamiento la Bolsa de Occidente, que había comenzado a organizarse desde 1956.
| Presidente                          | Periodo                 |
| ----------------------------------- | ----------------------- |
| Roberto Hernández Ramírez           | 1974 - 1979             |
| Roberto Olivieri Lorda              | 1979 - 1981             |
| Jorge Caso Bercht                   | 1981 - 1984             |
| José Madariaga Lomelí               | 1984 - 1986 1990 - 1992 |
| Manuel Somoza Alonso                | 1986 - 1988             |
| Alfredo Harp Helú                   | 1988 - 1990             |
| Manuel Robleda González de Castilla | 1992 - 2001             |
| Guillermo Prieto Treviño            | 2001 - 2009             |
| Luis Téllez Kuenzler                | 2009 - 2014             |
| Jaime Ruiz Sacristán                | 2015 - 2020             |
| Marcos Martínez Gavica              | 2020 -                  |

### 1975
Se consolida una sola bolsa
Entró en vigor la Ley del Mercado de Valores, y la Bolsa de Valores de México cambió su denominación a Bolsa Mexicana de Valores, e incorporó en su seno a las bolsas de Guadalajara y de Monterrey.

### 19 de abril de 1990
La nueva sede estaba lista
El proceso de construcción del Centro Bursátil, iniciado en marzo de 1987, culminó a principios de los 90, tras 36 meses de intensiva labor. La nueva y actual sede bursátil se inauguró el 19 de abril de 1990. En la nueva sede, la operación del Piso de Remates mantuvo la sesión a viva voz con despliegue de información totalmente electrónica.

### 1993
Mexicanos van por ADRs
Un importante número de Empresas Mexicanas se listan en mercados extranjeros a través de ADRs.

### 1994
La Bolsa Mexicana de Valores es afectada por el famoso "Error de diciembre"
Una gran cantidad de divisas se fugaron a las primeras semanas de mandato del expresidente Ernesto Zedillo Ponce de León, por malas decisiónes del entonces presidente y su equipo económico.

### 1995
La Bolsa adquiere un sistema electrónico
La Bolsa Mexicana de Valores introduce el sistema BMV-SENTRA Títulos de Deuda. 

### 1996
La Bolsa continúa modernizándose
Inician las operaciones de BMV-SENTRA Capitales, sistema al que tienen acceso los miembros de la Bolsa para la formulación de posturas y concertación de operaciones en el Mercado de Capitales. 

### 1998
Llegan los Servicios de Integración Financiera
Se constituye la empresa Servicios de Integración Financiera (SIF), la cual opera el sistema de negociación de instrumentos del mercado de títulos de deuda (BMV-SENTRA Títulos de Deuda).
Nace MexDer y Asigna
Inicia operaciones MexDer y Asigna, considerando el esquema de viva voz. El Mercado de Derivados (MexDer) se constituyó  el 15 de diciembre de 1998, al listar contratos de futuros sobre el dólar.
Inicio de Bursatec
Bursatec nace en un ambiente de alta competitividad como una subsidiaria de la Bolsa Mexicana de Valores y del S.D. Indeval. Su meta es proporcionar tecnología de vanguardia para el mercado nacional para asegurar la continuidad operativa a través del uso de tecnología avanzada, impulsando así el crecimiento de los mercados financieros en un marco de competitividad internacional. 

### 11 de enero de 1999
El mercado se vuelve electrónico
La totalidad de las negociaciones del mercado de capitales se incorporaron al sistema electrónico. A partir de entonces, se opera completamente a través del sistema electrónico de negociación BMV-SENTRA Capitales. 

### 2000
La Comisión Nacional Bancaria y de Valores (CNBV) emite una circular que permite que el ruteo electrónico de órdenes se realice directamente desde el sistema de las casas de bolsa hacia el sistema de negociación de la bolsa. Para este momento se incorporarían nuevas empresas.

### 2001
Se inscribe la primera empresa extranjera
Citigroup se convierte en la primera empresa extranjera en inscribirse a la Bolsa Mexicana de Valores, lo que abrió la puerta a nuevas empresas, sobre todo de Centro y Sudamérica.
Durante este año se incorporaron al mercado los certificados bursátiles como instrumento de Deuda y se reformó la Ley del Mercado de Valores considerando la desmutualización de la BMV.

### 1 de enero de 2002

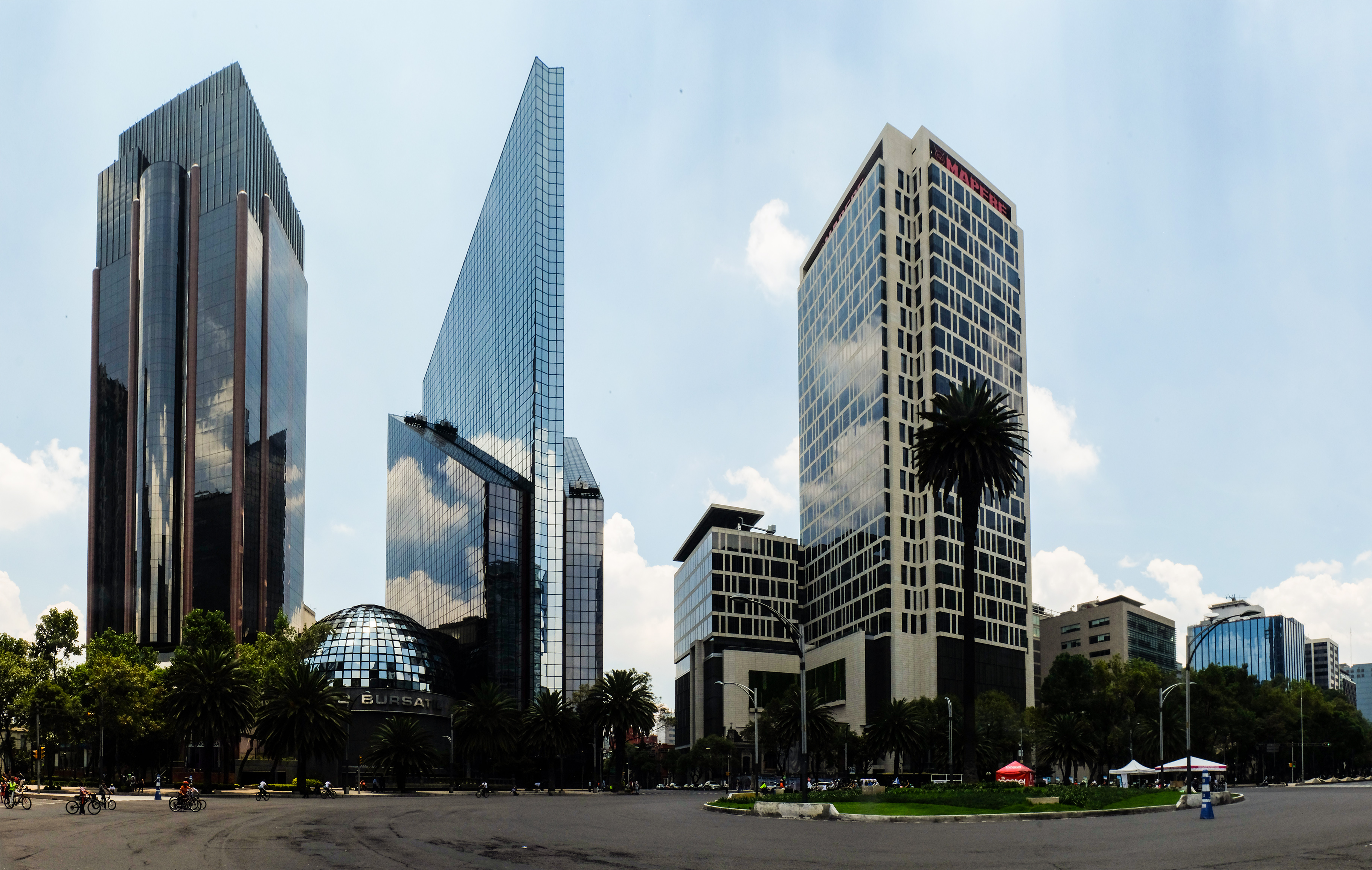
Edificio de la BMV sobre la avenida Paseo de la Reforma (al centro). A la izquierda, el Edificio Reforma 265, y a la derecha, la Torre Mapfre.

Nace el Corporativo Mexicano del Mercado de Valores
Se constituye la empresa de servicios Corporativo Mexicano del Mercado de Valores, S.A. de C.V. para la contratación, administración y control del personal de la Bolsa y de las demás instituciones financieras del Centro Bursátil que se sumaron a este proceso.

### 2003
Se abre el Mercado Global
A través de la Bolsa Mexicana de Valores se da acceso a los inversionistas mexicanos para que inviertan en acciones internacionales. Actualmente representa entre un 20% y 35% del volumen de operación diaria. La Bolsa no permite conocer con quien se han pactados los hechos en el Mercado Global.

### 2004
Surge el Mercado de Opciones
Se lanzó el Mercado de Opciones a través de una alianza estratégica con el mercado español de futuros financieros. Este mercado cuenta con opciones del futuro del IPC, acciones individuales y de divisas. 
La Contraparte Central de Valores inicia operaciones. También durante este año se listaron nuevos instrumentos para el mercado global: Sección Europa, Asia, ETF´s, i-SHARES, entre otros.  

### Abril 2005
Lanzamiento de SIBOLSA
La Bolsa lanza el producto SIBOLSA (en conjunto con infobolsa.es) que sustituye a la plataforma tecnológica de más de 10 años, conocida como SIVA. Es una plataforma en la que, por un costo de 116 a 163 dólares al mes, un inversionista puede tener acceso a información en tiempo real de mercado mexicano y extranjero.
En este año, las Siefores entran al mercado accionario de la BMV.

### Octubre 2005
Se lanzan nuevos indicadores que complementan la oferta de índices de la Bolsa, tales como el índice compuesto, de empresas grandes, medianas y pequeñas.

### 2006
MexDer abre operaciones para extranjeros
MexDer abre sus operaciones a extranjeros, permitiéndoles operar desde cualquier lugar del mundo. La participación extranjera en este mercado es muy importante, ya que cuenta con los más altos estándares internacionales.
Durante el mes de octubre se listan en Bolsa 4 TRAC´s sobre índices de la propia Bolsa, poniendo a la BMV en primer lugar en Latinoamérica con el mayor número de ETF´s listados sobre propios índices y como líder de EFT´s propio y ajenos de Latinoamérica.

### 2008
La Bolsa se certifica
La Bolsa Mexicana de Valores obtiene la certificación en calidad ISO 9000 de los procesos de Control Operativo y Vigilancia de Mercados BMV.

### Enero 2009
Se lista el primer ETF´s sobre un índice creado y calculado por la BMV que monitorea el mercado Brasileño, facilitando a los inversionistas el acceso a dicho mercado a través de la plataforma de negociación de la propia Bolsa.

### 2010
La BMV firmó una alianza con la bolsa de derivados más grande del mundo, el Chicago Mercantile Exchange (CME) llevando así los derivados mexicanos a los grandes inversionistas internacionales.
Durante ese año, se implementó un protocolo de comunicación para la operación de capitales, conocido como FIX; asimismo, se modificó sustancialmente el modelo operativo del mercado mexicano a través de la implementación del proyecto RINO.

### 15 de abril de 2010
La BMV, AMIB y la CNBV presentan “RINO”
Presentaron a la comunidad financiera y bursátil en México, y anunciaron el inicio de la implantación del Proyecto RINO, con el que se darán nuevos pasos en la modernización de las operaciones bursátiles en México, al adoptarse las mejores prácticas internacionales en el mercado de capitales mexicano.

### 19 de abril de 2010
El Consejo de Administración de la BMV aprobó una reestructura organizativa que significó pasar de una organización con base en empresas individuales a cinco divisiones de negocio: (I) Mercados e Información, (II) Depósito, Compensación y Liquidación, (III) Tecnología, (IV) Promoción y Planeación y (V) Servicios Corporativos y Relaciones Institucionales. 

### 5 de diciembre de 2011

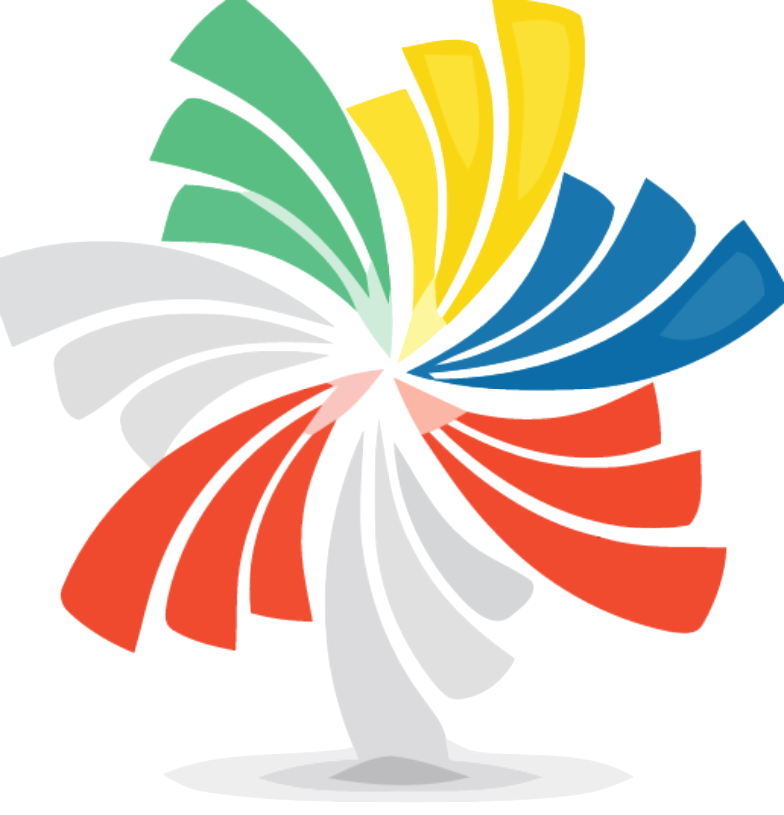
Desde 2014 es parte del Mercado Integrado Latinoamericano, como parte de una bolsa unificada de la Alianza del Pacífico.

BMV firma acuerdo de intención con las bolsas de Valores que conforman el Mercado Integrado Latinoamericano (MILA)
En el marco de la II Cumbre de la Alianza del Pacífico, celebrada en la ciudad de Mérida, Yucatán, la Bolsa Mexicana firmó un acuerdo de intención con las bolsas de valores de Colombia, Lima (Perú) y Santiago (Chile), que conformaron el Mercado Integrado Latinoamericano (MILA).

### 8 de diciembre de 2011
Lanzamiento IPC sustentable
La tendencia internacional y el entorno actual exigen nuevas iniciativas que fomenten una mayor responsabilidad social por parte de las empresas y de los mercados de valores. Los Índices de Sustentabilidad permiten dar seguimiento al desempeño de compañías en temas de cuidado ambiental, responsabilidad social y gobierno corporativo.

### 3 de septiembre de 2012
Lanzamiento MoNeT
MoNeT es el nuevo sistema de negociación para la operación del mercado de valores mexicano, el cual permitirá a la BMV atraer a más participantes internacionales sofisticados, a través de algoritmos electrónicos, lo que dará mayor profundidad y dinamismo al mercado.
Este sistema de negociación es el equivalente a un piso de remates electrónico y, en comparación con el sistema al que reemplaza (Sentra Capitales), es alrededor de trescientas veces más veloz.

### 16 de octubre de 2012
NYSE Technologies, BMV y ATG ofrecerán acceso al mercado mexicano de capitales
NYSE Technologies, anunció que en colaboración con el Grupo Bolsa Mexicana de Valores (BMV) y Americas Trading Group (ATG) han construido y puesto en marcha infraestructura transaccional de última generación, conectividad global, portales de control de riesgo personalizados y distribución de productos de información para inversionistas extranjeros que deseen operar en los mercados mexicanos.

### 28 de febrero de 2013
Firma de acuerdo estratégico entre la BMV y la Bolsa de Valores de Lima
La BMV a través de su subsidiaria Participaciones Grupo BMV, S.A de C.V., suscribió con un grupo de accionistas, un contrato de compra-venta de acciones, en virtud del cual sujeto al cumplimiento de ciertas condiciones, adquirirá aproximadamente el 5.9% de las acciones Serie A de la Bolsa de Valores de Lima S.A. (BVL).
De igual forma, la inversión se complementa con la firma de un acuerdo para una asociación estratégica entre ambas Bolsas con el objeto de desarrollar actividades y negocios conjuntos para el desarrollo de los mercados de valores peruano y mexicano.

### 15 de abril de 2013
MexDer estrena MoNeT
El mercado Mexicano de Derivados (Mexder) estrenó, el 15 de abril, el Motor de Negociación Transaccional (MoNeT), con el que busca posicionarse como uno de los principales mercados a nivel mundial.
MoNeT es la nueva apuesta por parte del Grupo Bolsa Mexicana de Valores; es un sistema de operaciones que sustituyó a Sentra Capitales en el mercado accionario y ahora sustituye a Sentra derivados y S-Mart como los sistemas en los que se llevaban a cabo las operaciones en el mercado de derivados.
19 de junio de 2014
La BMV se suma al Mercado Integrado Latinoamericano, durante la IX Cumbre de la Alianza del Pacífico que se llevó a cabo en Nayarit.

## Cotización en el mercado de capitales
La Bolsa Mexicana de Valores es una entidad financiera, que opera por concesión de la Secretaría de Hacienda y Crédito Público, con apego a la Ley del Mercado de Valores. Derivado del seguimiento de las tendencias mundiales y de los cambios que se han dado en la legislación, la Bolsa Mexicana concluyó con el proceso de desmutualización, convirtiéndose en una empresa cuyas acciones son susceptibles de negociarse en el mercado de valores bursátil, llevando a cabo el 13 de junio de 2008 la Oferta Pública Inicial de sus acciones representativas de su capital social.

## Funcionamiento de la BMV

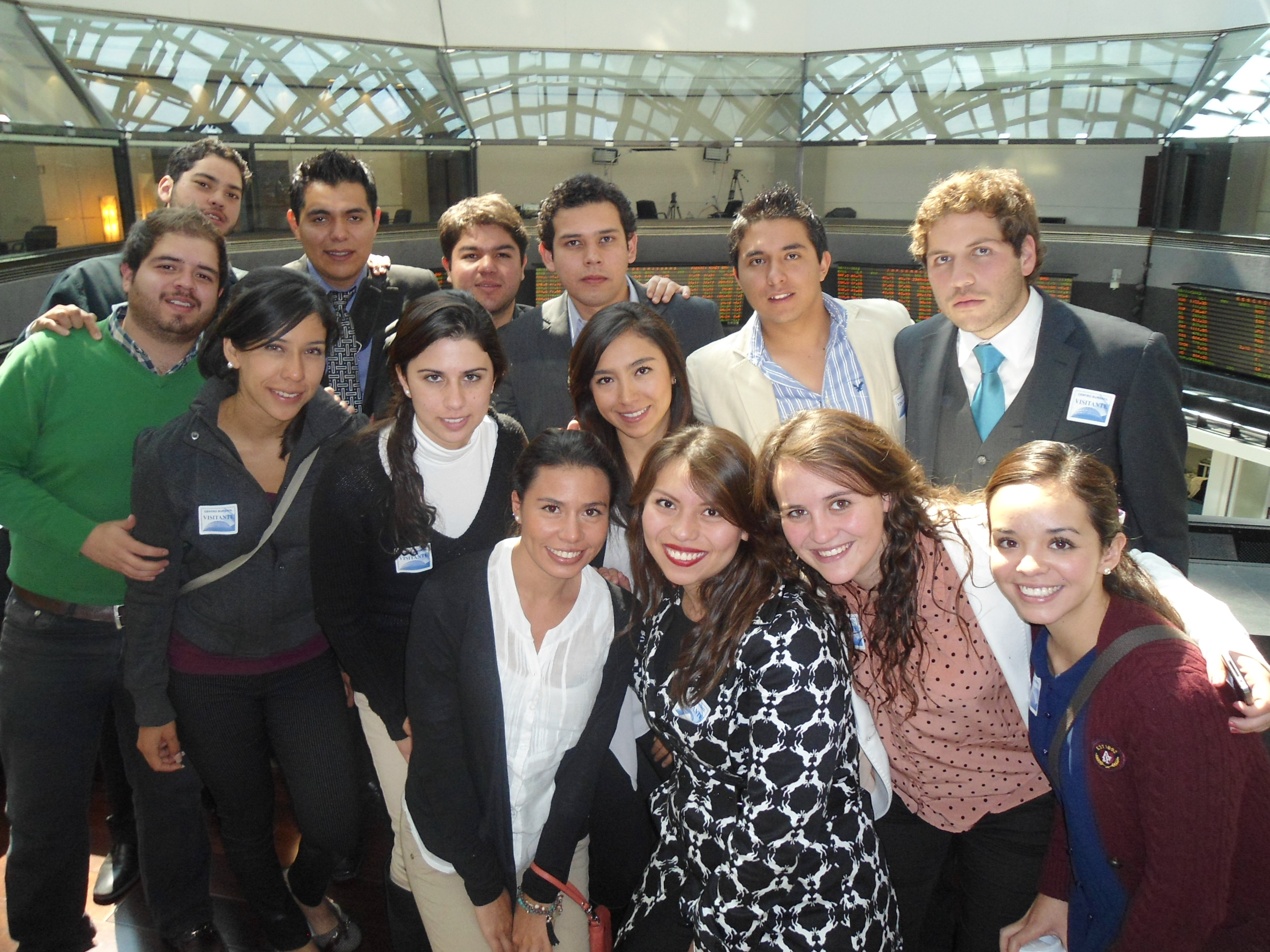
"Experiencia Bolsa", en donde estudiantes universitarios pueden visitar el piso de remates.

Cualquier persona física o moral de nacionalidad mexicana o extranjera puede invertir en los valores (de capitales o deuda) listados en la bolsa.
El proceso comienza cuando un inversionista está interesado en comprar o vender algún valor listado en la bolsa. En primera instancia, dicho inversionista deberá suscribir un contrato de intermediación con alguna de las casas de bolsa mexicanas.
- A continuación se esquematiza el proceso de compraventa de acciones en la Bolsa Mexicana:
- Juan decide analizar la posibilidad de invertir en el mercado accionario de la Bolsa Mexicana.
- Andrea decide vender 5,000 acciones de la empresa XYZ que adquirió hace algunos años.
- Juan consulta a un promotor de una casa de bolsa, y analizan distintas opciones de inversión, con base en la amplia información financiera y de mercado disponible. Después de analizar distintas alternativas, Juan solicita a su promotor que le proporcione la cotización de mercado para adquirir acciones de la empresa XYZ, y establece una relación contractual con la casa de bolsa (contrato de intermediación).
- Andrea llama a su promotor para solicitar cotización para la venta de las 5,000 acciones que desea vender.
- Utilizando los sistemas electrónicos de difusión de información bursátil de la BMV, los ejecutivos de cuenta obtienen la información sobre los mejores precios de compra y venta para las acciones XYZ, e informan a Andrea y Juan.
- Tomando en cuenta lo que ya conoce sobre la empresa XYZ, y después de la conversación con el promotor, Juan instruye a la casa de bolsa, a través de su promotor, para adquirir 5,000 acciones de la empresa XYZ, a precio de mercado.
- Andrea instruye a su promotor para vender, en la BMV, 5,000 acciones de la empresa XYZ, a precio de mercado.
- Los promotores ingresan en los sistemas de sus casas de bolsa respectivas, las características de las órdenes de Andrea y Juan. Las órdenes de compra y de venta son entonces ingresadas por los operadores de las casas de bolsa en al Sistema Electrónico de Negociación, Transacción, Registro y Asignación del Mercado de Capitales (BMV-SENTRA Capitales).
- Una vez perfeccionada o "cerrada" la operación en la BMV, Andrea y Juan son notificados, y la Bolsa informa a todos los participantes en el mercado sobre las características de la operación, a través de los medios electrónicos e impresos dispuestos para tal efecto.
- Tres días hábiles después de haberse concertado la transacción, el depósito central de valores de México (S.D. Indeval), previa instrucción de la casa de bolsa vendedora, transfiere los valores accionarios de la cuenta de la casa de bolsa vendedora a la cuenta de la casa de bolsa compradora; y el importe correspondiente a la transacción es transferido de la casa de bolsa compradora a la casa de bolsa vendedora.
- Juan liquida a su casa de bolsa el importe correspondiente a la operación de compra, incluyendo una comisión previamente pactada.
- Andrea recibe de su casa de bolsa el importe correspondiente a la operación de venta, menos una comisión previamente pactada.
- Las personas interesadas en invertir en la BMV deberán contactar a cualquier casa de bolsa.

## Proceso para listado en la bolsa
Para que una empresa pueda emitir acciones que coticen en la Bolsa Mexicana debe, antes que nada, contactar una casa de bolsa, que es el intermediario especializado para llevar a cabo la colocación. A partir de ahí empezará un proceso para poder contar con las autorizaciones de la Bolsa Mexicana y de la CNBV.
- Las empresas interesadas deberán estar inscritas en el Registro Nacional de Valores (RNV)
- Presentar una solicitud a la Bolsa Mexicana, por medio de una casa de bolsa, anexando la información financiera, económica y legal correspondiente.
- Cumplir con lo previsto en el Reglamento Interior de la Bolsa Mexicana
- Cubrir los requisitos de listado y mantenimiento de inscripción en Bolsa.

Una vez alcanzado el estatuto de emisora, la empresa debe cumplir una serie de requisitos de mantenimiento de listado (como la obligación de hacer pública, en forma periódica, la información sobre sus estados financieros).

## Participantes

### Empresas emisoras
Son las sociedades anónimas, organismos públicos, entidades federativas, municipios y entidades financieras cuando actúen en su carácter de fiduciarias que, cumpliendo con las disposiciones establecidas y siendo representadas por una casa de bolsa, ofrecen al público inversionista, en el ámbito de la Bolsa Mexicana, valores como acciones, títulos de deuda y obligaciones.
En el caso de la emisión de acciones, las empresas que deseen realizar una oferta pública deberán cumplir con los requisitos de listado y, posteriormente, con los requisitos de mantenimiento establecidos por la Bolsa Mexicana; además de las disposiciones de carácter general, contenidas en las circulares emitidas por la CNBV.

### Intermediarios bursátiles
Son las casas de bolsa autorizadas para actuar como intermediarios en el mercado de valores y realizan, entre otras, las siguientes actividades: 
- Realizar operaciones de compraventa de valores.
- Brindar asesoría a las empresas en la colocación de valores y a los inversionistas en la constitución de sus carteras.
- Recibir fondos por concepto de operaciones con valores, y realizar transacciones con valores a través de su sistema, por medio de sus operadores.

Los operadores de las casas de bolsa deben estar registrados y autorizados por la CNBV y la Bolsa Mexicana.

### Inversionistas
Los inversionistas son personas físicas o morales, nacionales o extranjeras que a través de las casas de bolsa colocan sus recursos; compran y venden valores, con la finalidad de minimizar riesgos, maximizar rendimientos y diversificar sus inversiones.
En los mercados bursátiles del mundo destaca la participación del grupo de los llamados "inversionistas institucionales", representado por sociedades de inversión, fondos de pensiones, y otras entidades con alta capacidad de inversión y amplio conocimiento del mercado y de sus implicaciones.
Los inversionistas denominados "Calificados" son aquellos que cuentan con los recursos suficientes para allegarse de información necesaria para la toma de decisiones de inversión, así como para salvaguardar sus intereses sin necesidad de contar con la intervención de la Autoridad.

### Autoridades y organismos autorregulatorios
Fomentan y supervisan la operación ordenada del mercado de valores y sus participantes conforme a la normatividad vigente. En México las instituciones reguladoras son la Secretaría de Hacienda y Crédito Público (SHCP), la CNBV, el Banco de México y, desde luego, la Bolsa Mexicana de Valores.
Satisface el interés:
- de la empresa
- de los ahorradores
- del Estado

## Emisoras
Los emisores de valores son todos aquellos entes económicos que acuden al Mercado de Valores para obtener financiamiento, colocando instrumentos de deuda o capital, entre el público inversionista, a fin de cubrir sus necesidades de capitalización, ampliación de planta productiva, de capital de trabajo, etc.
Las emisoras pueden ser:
- gobierno federal
- gobiernos de los estados y municipales
- empresas privadas
- empresas paraestatales
- instituciones financieras
- sociedades de inversión
- sociedades de inversión especializadas de los Sistemas de Ahorro para el Retiro

## Mercados e instrumentos bursátiles
En la Bolsa Mexicana de Valores es posible invertir a través de un gran número de instrumentos que desarrollamos a continuación. Estos instrumentos pertenecen al mercado de capitales (principalmente, acciones y FIBRAs) o al mercado de deuda (deuda gubernamental o deuda corporativa). También es posible invertir directamente desde las oficinas de una casa de bolsa o desde sus plataformas en línea, que están muy desarrolladas actualmente y permiten un acceso cómodo a los productos financieros de inversión. También, alguien puede manejar el patrimonio de una persona, quien puede acudir a empresas de asesoramiento financiero que distribuyan su patrimonio en un portafolio diversificado con una gestión activa que maximice sus retornos.[cita requerida]

### Mercado de capitales

#### Acciones
Son títulos que representan parte del capital social de una empresa que son colocados entre el gran público inversionista a través de la BMV para obtener financiamiento. La tenencia de las acciones otorga a sus compradores los derechos de un socio.
El rendimiento para el inversionista se presenta de dos formas:
1. Dividendos que genera la empresa (las acciones permiten al inversionista crecer en sociedad con la empresa y, por lo tanto, participar de sus utilidades).
2. Ganancias de capital, que es el diferencial -en su caso- entre el precio al que se compró y el precio al que se vendió la acción.

#### FIBRAs
Son vehículos para el financiamiento de bienes raíces. Ofrecen pagos periódicos (rentas) y a la vez tiene la posibilidad de tener ganancias de capital (plusvalía).
Definidos en el artículo 223 y 224 de LISR: son fideicomisos que se dedican a la adquisición o construcción de bienes inmuebles que se destinen al arrendamiento o a la adquisición del derecho a percibir ingresos provenientes del arrendamiento de dichos bienes así como a otorgar financiamiento para esos fines.

#### TRACs
Los TRACs son instrumentos de inversión que actúan de la misma forma que determinados índices de referencia. Se operan (compra-venta) a través de una cuenta con cualquier Casa de Bolsa y se negocian en la Bolsa Mexicana de Valores. Funcionan de la misma forma que las acciones, es decir, pueden ser comprados y vendidos en cualquier momento de la sesión bursátil. Sin embargo, a diferencia de las acciones, en las que se operan títulos de forma directa, en la negociación de TRACs se adquiere una canasta diversificada de valores de distintos sectores en una sola operación, incurriendo así en menores costos de operación.

#### Mercado Global
El Mercado Global Bolsa Mexicana es un mecanismo diseñado para listar y operar, en el ámbito de la Bolsa Mexicana de Valores, bajo el esquema regulatorio y operativo del Sistema Internacional de Cotizaciones (SIC), valores que no fueron objeto de oferta pública en México, que no se encuentran inscritos en la Sección de Valores del Registro Nacional de Valores, y que se encuentran listados en mercados de valores extranjeros que han sido reconocidos por parte de la Comisión Nacional Bancaria y de Valores (CNBV) o cuyos emisores hayan recibido el reconocimiento correspondiente por parte de la citada Comisión.

### Mercado de capital de desarrollo
Los CKDes son títulos o valores fiduciarios destinados para el financiamiento de uno o más proyectos, mediante la adquisición de una o varias empresas promovidas, principalmente en sectores como el de la infraestructura, inmobiliarios, minería, empresariales en general y desarrollo de tecnología.
Los rendimientos son variables y dependen del usufructo y beneficio de cada proyecto con cierto plazo de vencimiento.

### Mercado de deuda

#### Gubernamental
- CETES: Los Certificados de la Tesorería de la Federación son títulos de crédito al portador en los se consigna la obligación de su emisor, el Gobierno Federal, de pagar una suma fija de dinero en una fecha predeterminada.
- Udibonos: Este instrumento está indizado (ligado) al Índice Nacional de Precios al Consumidor (INPC) para proteger al inversionista de las alzas inflacionarias, y está avalado por el gobierno federal.
- Bonos de desarrollo: Conocidos como Bondes, son emitidos por el gobierno federal.
- Pagaré de Indemnización Carretero: Se le conoce como PIC-FARAC (por pertenecer al Fideicomiso de Apoyo al Rescate de Autopistas Concesionadas), es un pagaré avalado por el Gobierno Federal a través del Banco Nacional de Obras y Servicios S.N.C. en el carácter de fiduciario.
- Bonos BPAS: emisiones del Instituto Bancario de Protección al Ahorro con el fin de hacer frente a sus obligaciones contractuales y reducir gradualmente el costo financiero asociado a los programas de apoyo a ahorradores.

#### Instrumentos de Deuda a Corto Plazo
- Aceptaciones bancarias: Las aceptaciones bancarias son la letra de cambio (o aceptación) que emite un banco en respaldo al préstamo que hace a una empresa. El banco, para fondearse, coloca la aceptación en el mercado de deuda, gracias a lo cual no se respalda en los depósitos del público.
- Papel comercial: Es un pagaré negociable emitido por empresas que participan en el mercado de valores.
- Pagaré con Rendimiento Liquidable al Vencimiento: Conocidos como los PRLV's, son títulos de corto plazo emitidos por instituciones de crédito. Los PRLV's ayudan a cubrir la captación bancaria y alcanzar el ahorro interno de los particulares.
- Certificado Bursátil de Corto Plazo: Es un título de crédito que se emite en serie o en masa, destinado a circular en el mercado de valores, clasificado como un instrumento de deuda que se coloca a descuento o a rendimiento y al amparo de un programa, cuyas emisiones pueden ser en pesos, unidades de inversión o indizadas al tipo de cambio.

#### Instrumentos de Deuda a Mediano Plaz
- Pagaré a Mediano Plazo: Título de deuda emitido por una sociedad mercantil mexicana con la facultad de contraer pasivos y suscribir títulos de crédito.

#### Instrumentos de Deuda a Largo Plazo
- Obligaciones: Son instrumentos emitidos por empresas privadas que participan en el mercado de valores.
- Certificados de participación inmobiliaria: Títulos colocados en el mercado bursátil por instituciones crediticias con cargo a un fideicomiso cuyo patrimonio se integra por bienes inmuebles.
- Certificado de Participación Ordinarios: Títulos colocados en el mercado bursátil por instituciones crediticias con cargo a un fideicomiso cuyo patrimonio se integra por bienes muebles.
- Certificado Bursátil: Instrumento de deuda de mediano y largo plazo, la emisión puede ser en pesos o en unidades de inversión.
- Pagaré con Rendimiento Liquidable al Vencimiento a Plazo Mayor a un Año: Conocidos como los PRLV's, son títulos emitidos por instituciones de crédito. Los PRLV's ayudan a cubrir la captación bancaria y alcanzar el ahorro interno de los particulares.

## Centro de información
El Centro de Información ofrece para consulta de los usuarios, datos bursátiles y financieros sobre información relacionada con las emisoras y valores listados en la Bolsa Mexicana, el personal brinda apoyo y orientación para la localización de documentos que envían las emisoras, de acuerdo con los lineamientos para su inscripción y mantenimiento, además, proporciona acceso a información estadística, histórica y en tiempo real a través de terminales de consulta que permiten al usuario seguir el mercado.

## Productos y servicios de información
La Bolsa Mexicana de Valores cuenta con diferentes productos para el acceso y consulta de información directamente de la fuente oficial del mercado mexicano de valores.
Los productos que ofrece BMV han sido desarrollados pensando en satisfacer necesidades específicas de información.
A través de la sección de servicios de información, el usuario encuentra los productos que mejor se adecuan a sus necesidades ya sea para consulta en tiempo real, en diferido, al cierre del mercado, acceso a bases de datos históricas y mucho más.
Adicionalmente, el usuario puede consultar el acervo de publicaciones que contienen una extensa variedad de contenidos con valor agregado, publicados de manera diaria, mensual, trimestral y anual; estos contenidos los encuentran a través del Centro de Información situado en el corazón del edificio del Mercado de Valores, en dónde adicionalmente a las publicaciones internas, obtiene Libros, Revistas y Publicaciones especializadas.  En este espacio el usuario puede consultar las terminales de información que le permiten seguir el mercado en tiempo real.

## Experiencia Bolsa
La Experiencia Bolsa es para estudiantes universitarios, para grupos de profesionales o Instituciones. Las visitas son gratuitas y se realizan de lunes a viernes a las 10:30 hrs.
La Experiencia Bolsa consiste en:
- Proyección de video institucional Grupo BMV
- Plática sobre la estructura de los Mercados de Capitales, Títulos de Deuda y Derivados (Instrumentos, Intermediarios Bursátiles, Emisoras, Regulación, Inversionistas, Esquema y Cifras de Operación, etc.)
- Sesión de preguntas y respuestas
- Toma de fotografía grupal en el Balcón de Piso de Remates
- Recorrido por el Museo y Línea del Tiempo
- Centro de Información (Biblioteca)
- Una breve práctica para ver lo aprendido
- Trabajo temporal en la BMV